# Ivano Fontana
Ivano Fontana (L'Aquila, 25 novembre 1926 – 24 dicembre 1993) è stato un pugile italiano, medaglia di bronzo, nei pesi medi, ai Giochi olimpici di Londra 1948. Tra i professionisti fu campione d'Italia sia nei pesi medi sia nei mediomassimi.

## Biografia

### Carriera dilettantistica
Abruzzese trapiantato a Lucca, Ivano Fontana ha avuto un'ottima carriera tra i dilettanti. Ha vinto tre volte il titolo di campione italiano dei pesi medi, nella sua Lucca nel 1946, a Viareggio nel 1947 e a Milano nel 1948. Grazie a questi risultati Steve Klaus lo convocò per i Giochi della XIV Olimpiade nel 1948 a Londra. Conquistò la medaglia di bronzo dopo aver battuto l'indiano John Nuttall nei preliminari e l'uruguayano Dogomar Martinez nei quarti di finale, in entrambi i casi ai punti. In semifinale si trovò di fronte al fuoriclasse ungherese László Papp e dovette cedere ai punti. Si ripeté con la medaglia di bronzo l'anno dopo a Oslo, ai campionati europei, sempre nei pesi medi. Anche in questo caso nulla poté in semifinale di fronte alla scienza pugilistica dell'ungherese che lo batté nuovamente ai punti.

### Carriera tra i professionisti
Anche tra i professionisti, tuttavia, Fontana seppe farsi valere. Dopo aver battuto pugili di spessore come Giovanni Manca e Alessandro D'Ottavio, il 22 giugno 1951, ancora imbattuto, salì sul ring di La Spezia per la cintura di campione italiano dei pesi medi. Conobbe allora per la prima volta il sapore della sconfitta dai pugni di Gino Campagna che lo batté ai punti in dodici riprese. Si prese la rivincita dieci mesi dopo a Lucca battendo Campagna per knock-out tecnico al nono round e conquistando per la prima volta il titolo italiano. 
Dopo una prima difesa conclusasi con un pari con Wildmer Milandri, fu costretto ad abbandonare il titolo non riuscendo più a rientrare nei limiti di peso. Preferì effettuare fruttuose trasferte all'estero, che si conclusero non sempre positivamente. Il 21 giugno 1954, a Roma, conquistò il titolo italiano dei pesi mediomassimi battendo ai punti in dieci riprese Luigi Alfonsetti. Il 22 maggio 1955 a Milano, mise in palio la cintura contro Lorenzo Rocci. Fu privato del titolo senza combattere non riuscendo a rientrare ancora una volta nei limiti di peso, sia pur nella categoria dei -80 kg. Il match si tenne comunque con la vittoria di Fontana per KOT alla dodicesima ripresa.
Sette mesi più tardi, sempre a Roma, gli fu data la chance di combattere ancora per la cintura italiana dei mediomassimi ma fu sconfitto prima del limite dall'anziano Fernando Jannilli. Effettuò un nuovo tentativo il 31 ottobre 1956 contro il nuovo campione Artemio Calzavara ma fu costretto all'abbandono dopo dieci riprese. 
Combatté poi soltanto altri due match, il primo vittorioso contro lo statunitense Don Ellis. L'ultimo l'11 gennaio 1958 a Dortmund contro il tedesco Erich Schöppner, futuro campione d'Europa a spese di Rocco Mazzola e Santo Amonti e temibile avversario di Giulio Rinaldi. Fu messo KO dopo quattro riprese e si ritirò dal pugilato.